# Gunhilda de Wendia
La princesa Gunhilda de Wendia fue una semilegendaria princesa eslava y reina consorte de Dinamarca durante la era vikinga, supuestamente esposa del rey Svend I de Dinamarca (986-1014).

## Heimskringla
En la Heimskringla, una colección de sagas del siglo XIII de Snorri Sturluson se cuenta que Svend Barbahendida fue capturado en un ataque y recurrió a Burislav, rey del país de los wendos. Como parte de sus negociaciones se acordó que Svend se casaría con Gunhilda, la hija de Burislav, y el rey de los wendos se casaría con Tyri, la hermana de Svend. Se dice que Gunhilda fue la madre de los reyes Harald II y Canuto II. Aunque este relato coincide con varios aspectos del registro histórico, también existen diferencias.

## Crónicas
En las crónicas medievales existen pocos detalles sobre los matrimonios de Svend I de Dinamarca:
- Tietmaro de Merseburgo menciona que la hija de Miecislao I de Polonia y hermana de Boleslao I de Polonia se casó con Svend Barbahendida y le dio dos hijos, Harold y Canuto, pero no menciona su nombre. Tietmaro posiblemente sea el mejor informado de los cronistas medievales ya que fue contemporáneo a los hechos descritos en Polonia y Dinamarca. La afirmación de que la madre de Harald y Canuto era la hermana del Boleslao puede explicar algunos detalles excepcionales que aparecen en crónicas medievales, como la participación de tropas polacas en las invasiones vikingas de Inglaterra.
- Adán de Bremen escribe que una princesa polaca era la esposa de Erico el Victorioso y la madre de Olaf Skötkonung de Suecia, antes de convertirse en madre de Harold y Canuto de Dinamarca en un segundo matrimonio con el rey Svend. En consecuencia Adán llama a Olaf y Canuto hermanos. La información ofrecida por este cronista no es considerada fiable por algunos historiadores, ya que es el único que menciona esta relación entre los reyes de Suecia y Dinamarca.
- Gesta Cnutonis regis menciona en un pasaje breve que Canuto y su hermano Harold viajaron al país de los eslavos, y trajeron de vuelta a su madre, que se encontraba viviendo allí. Esto no significa necesariamente que su madre fuera eslava, pero la crónica sugiere que lo era.
- Existe una inscripción en el Liber vitae de New Minster y Hyde Abbey Winchester, que menciona el nombre de la hermana del rey Canuto era "Santslaue" ("Santslaue soror CNVTI regis nostri"), un nombre sin duda eslavo. J. Steenstrup sugiere que la hermana de Canuto podría haber recibido el mismo nombre que su madre Świętosława, pero se trata de una mera hipótesis basada simplemente en el nombre de la hija.

## Identidades
Existen varias interpretaciones alternativas de estos datos. Gunhilda podría haber sido la mujer histórica de Svend I. Además, el matrimonio dual afirmado por Adán de Bremen coincide con el relato de la Heimskringla de Sigrid la Altiva. Esto podría ser una confusión entre dos mujeres, o podría ser que la propia Sigrid fuese un recuerdo confuso de la princesa eslava histórica, lo que significa que la mujer llamada Gunhilda en las crónicas era la viuda de Erick, como varios historiadores han sostenido. Finalmente, también es posible que Gunhilda sea simplemente un personaje legendario, y no basado directamente en la esposa polaca de Svend.  